# Henricus van Sambeek

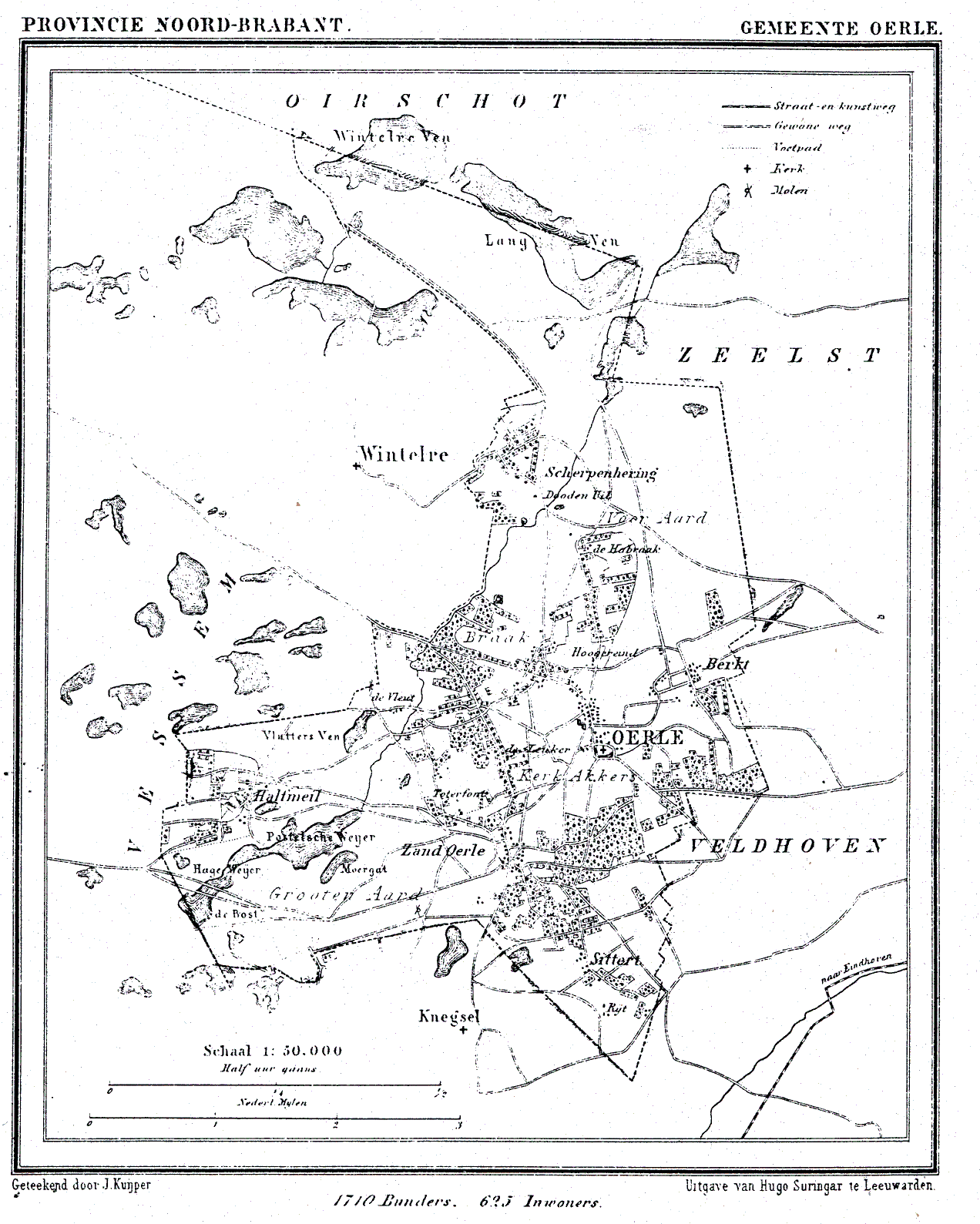
De gemeente Oerle in 1867

Henricus van Sambeek (gedoopt te Oerle, 1 augustus 1791 - overleden te Oerle, 24 februari 1870) was burgemeester van de voormalige Nederlandse gemeente Oerle.
Sambeek was leerlooier en schoenmaker van beroep. In 1832 volgde hij zijn vader, Johannis van Sambeek, op als burgemeester van Oerle. Op 30 mei 1840 trouwde hij in Strijp met Maria Elizabeth van der Heijde. Tot 1869 vervulde hij het ambt van burgemeester. In 1870 overleed hij op 78-jarige leeftijd.